# Greenock
Greenock (listenⓘ; em gaélico escocês:  Grianaig) é um município (burgh) e centro administrativo do distrito de Inverclyde, situado na região de Strathclyde, no centro da Escócia; está localizada na costa meridional do estuário do Clyde. É a cidade natal de James Watt. Sua população é de cerca 45 467 habitantes (2001).  A cidade tem 6,4 km de área portuária cercada por montes, sendo composta tanto por uma região residencial com ares do século XIX na parte mais alta, como por uma região industrial agitada na margem mais baixa. 

## História
A cidade começou como uma vila de pescadores, tornando-se um porto marítimo em 1600 e depois um importante centro de construção naval e comércio à medida que a Grã-Bretanha se tornava uma potência marítima e mercantil. Os bairros da era vitoriana de hoje e a Victoria Tower de 75 m são testemunhos da prosperidade de Greenock durante a Era Industrial.

### Idioma
A língua oficial da Escócia é o inglês, embora você ouça os habitantes locais falarem um dialeto escocês do inglês, que apresenta sua própria gramática, pronúncia e expressões distintas. Um pequeno número de escoceses ainda fala gaélico escocês, a língua indígena da região.

### Indústria
Greenock tornou-se um centro industrial, com a energia hídrica sendo usada para processar produtos importados. Em 1827, Loch Thom foi construído como um reservatório com o aqueduto The Cut, trazendo água para duas linhas de cachoeiras para moinho de águas para abastecer uma fábrica de papel, fábricas de lã e algodão, refinarias de açúcar e construção naval.

## Economia
Historicamente, a cidade dependia da construção naval, do refino de açúcar e da fabricação de lã para obter empregos, mas nenhuma dessas indústrias hoje faz parte da economia de Greenock. Mais recentemente, a cidade dependia fortemente da fabricação de eletrônicos. No entanto, isso deu lugar principalmente a: seguros, serviços bancários e exportação marítima.

### Moeda de Greenock
A libra esterlina é a moeda oficial da Escócia, embora os bancos escoceses emitam suas próprias libras, que têm o mesmo valor. Você pode trocar dólares americanos ou euros por libras na maioria dos correios escoceses ou a bordo do seu navio de cruzeiro.

## Gastronomia de Greenock
O cardápio escocês oferece muita carne assada e carnes de caça.  Frutos frescos do mar também são populares, principalmente o salmão escocês. Também o bolo de manteiga é tradicional do país europeu. O prato Haggis é um dos mais conhecidos da região.

## Esporte
Greenock Morton F.C. é o time de futebol sênior local que atualmente joga no Campeonato Escocês. Fundado em 1874 como Morton F.C., eles jogam em casa no Cappielow.

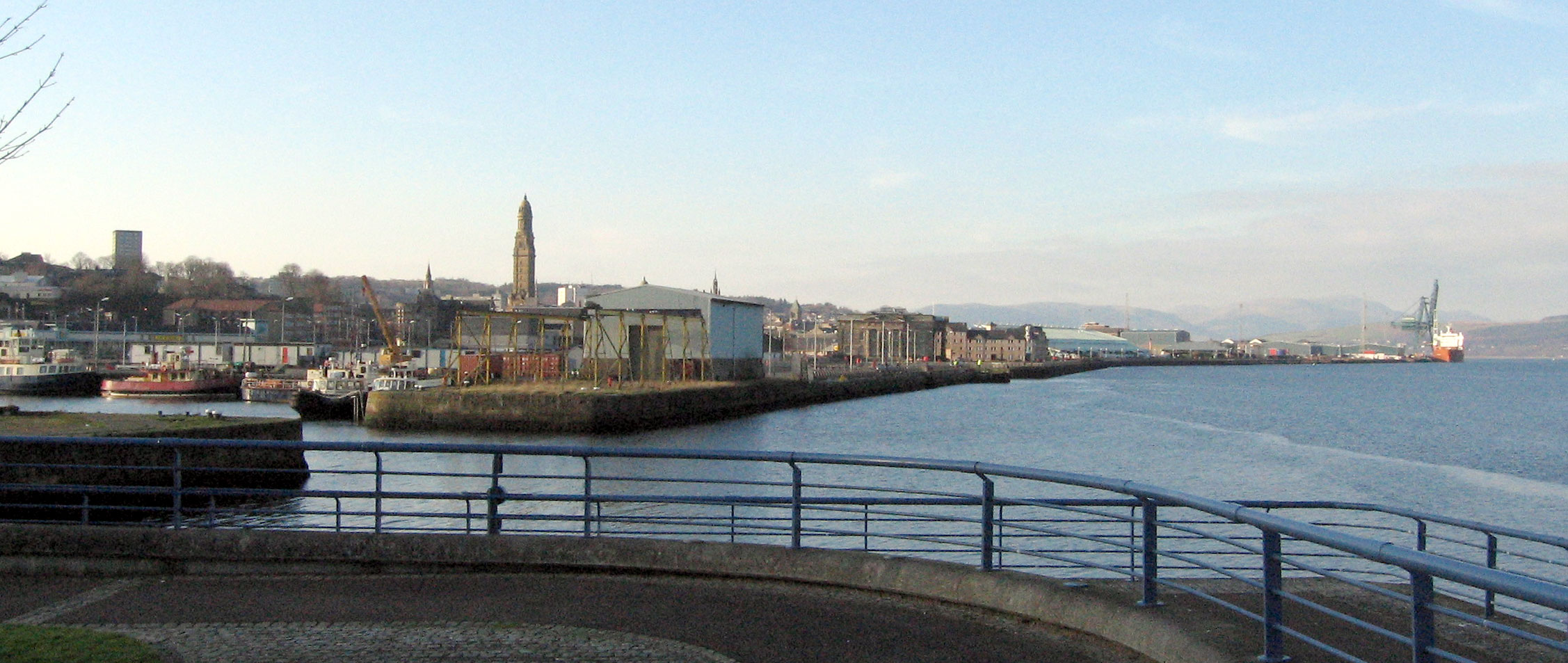
Uma vista de Greenock (o Ocean Terminal)

Greenock também apresenta um time de Rugby, conhecido como Greenock Wanderers RFC.

## Ver Também
- Escócia
- Reino Unido
- George Wyllie